# Porqueira

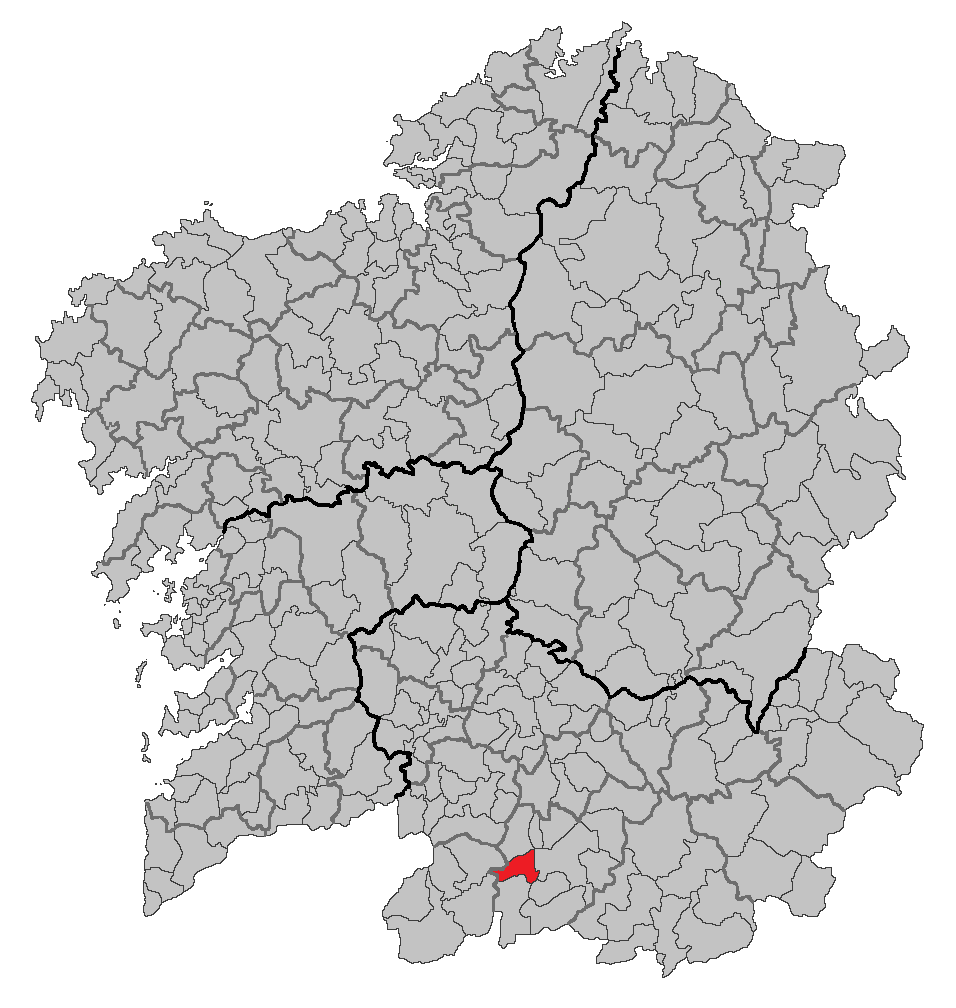
Localização de Porqueira

Porqueira (em espanhol, Porquera) é um município da Espanha na província
de Ourense,
comunidade autónoma da Galiza, de área 43,4 km² com
população de 1136 habitantes (2007) e densidade populacional de 25,94 hab/km².

## Demografia
| Variação demográfica do município entre 1991 e 2004 | Variação demográfica do município entre 1991 e 2004 | Variação demográfica do município entre 1991 e 2004 | Variação demográfica do município entre 1991 e 2004 |
| --------------------------------------------------- | --------------------------------------------------- | --------------------------------------------------- | --------------------------------------------------- |
| 1991                                                | 1996                                                | 2001                                                | 2004                                                |
| 1311                                                | 1229                                                | 1144                                                | 1130                                                |

## Património edificado
- Torre da Forxa